# Capitulation de Wittemberg

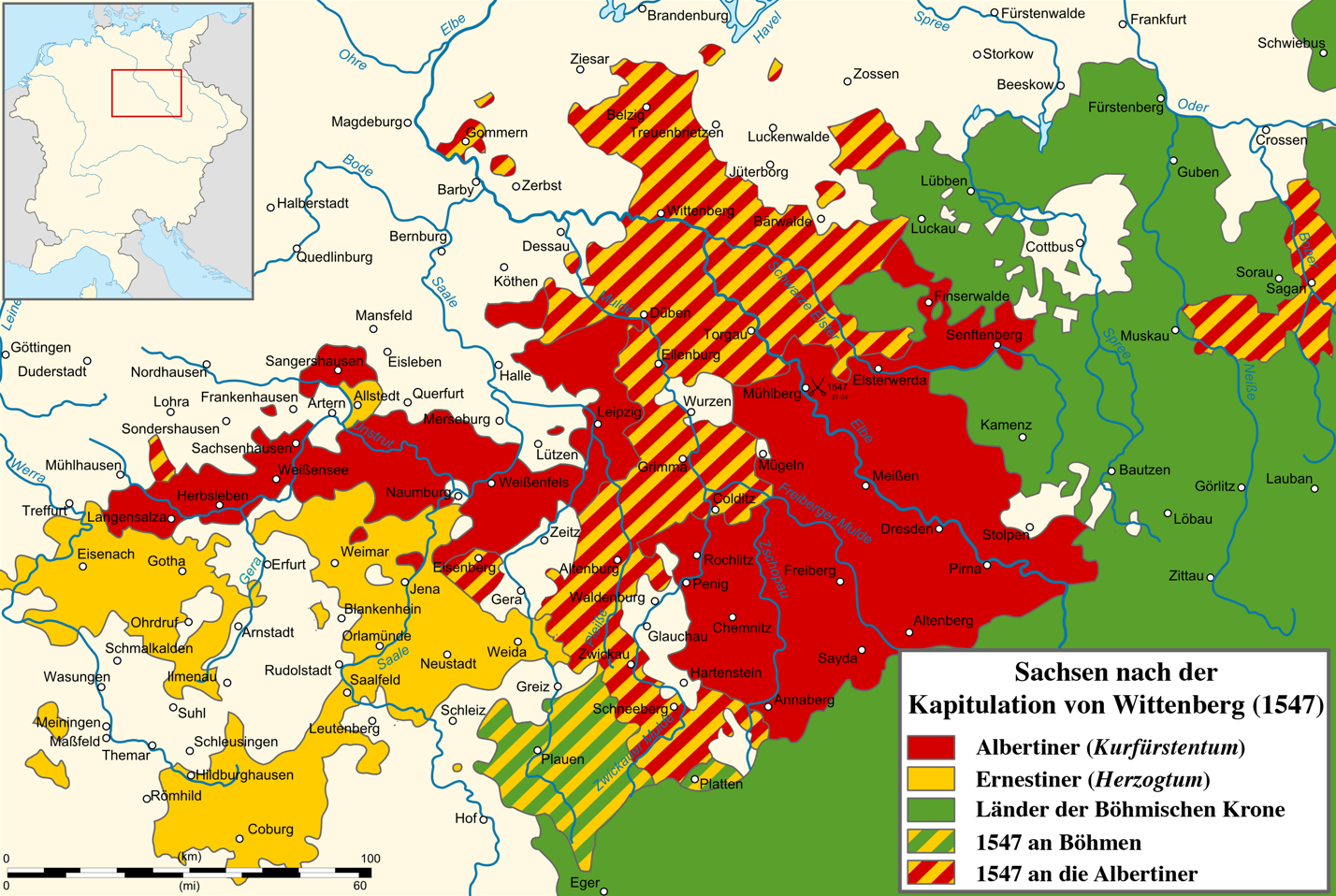
La Saxe après la capitulation de Wittemberg.

La capitulation de Wittenberg (en allemand : Wittenberger Kapitulation) du 19 mai 1547, à la suite de la victoire de l'empereur Charles Quint à la bataille de Muehlberg le 24 avril, met fin à la guerre de Smalcalde. En signant la capitulation dans le camp de l'armée impériale à Wittemberg, l'électeur Jean-Frédéric Ier de Saxe est privé de sa dignité de prince-électeur. Le territoire de l'ancien Saxe-Wittemberg et la dignité électorale associée passent alors à son cousin Maurice, allié de l'empereur, issu de la branche albertine de la maison de Wettin. 
Plus tard, en 1552, Maurice de Saxe a utilisé ses pouvoirs pour entrer en révolte contre l'empereur, scellée par le traité de Chambord entre les princes protestants et le roi Henri II. Le 2 août, Charles Quint dut signer la paix de Passau, précurseur de la paix impériale et religieuse d'Augsbourg de 1555.
La branche ernestine continue de régner sur la Thuringe méridionale, mais ses territoires se divisent en de nombreux micro-duchés ernestins, appelés « duchés saxons », parmi lesquels ceux de Saxe-Weimar-Eisenach, Saxe-Cobourg et Gotha, Saxe-Meiningen, et Saxe-Altenbourg qui durent jusqu'en 1918. 

## Source
- Wilderich Weick, HistoIre de la maison de Saxe-Cobourg-Gotha, Impr. et lithographie de D. Raes, 1846 (présentation en ligne)